# Amusi
Amusi refererar till ett antal störningar som indikeras av en oförmåga att känna igen musikaliska toner eller rytmer eller att kunna reproducera dem. Amusi kan vara medfött (kongenitalt), men man kan drabbas senare i livet genom till exempel en hjärnskada.